# Condado de Cumberland (Carolina do Norte)
O Condado de Cumberland (em inglês:  Cumberland County) é um dos 100 condados do estado americano da Carolina do Norte. A sede e maior cidade do condado é Fayetteville. Foi fundado em 1754.
O condado possui uma área de 1 705 km², dos quais 1 689 km² estão cobertos por terra e 16 km² por água, uma população de 319 431 habitantes, e uma densidade populacional de 189,1 hab/km² (segundo o censo nacional de 2010). É o quinto condado mais populoso da Carolina do Norte.